# Atenes
Atenes (grec: Αθήνα, Athina; grec antic: Ἀθῆναι, Athinai; en català medieval Cetines) és la capital de Grècia, la capital de la regió grega de l'Àtica i la ciutat més gran del país.
Té una població de 664.046 (cens del 2011) i una superfície de 38,964 km². L'àrea metropolitana d'Atenes, que inclou la regió de l'Àtica excepte algunes illes, és de 6 milions de persones, al voltant del 45% de la població total de 12.500.000 del país.
És el centre de la vida econòmica, cultural i política grega, però Atenes també és important per haver estat una poderosa polis i un important centre del coneixement de l'antiga Grècia.
El centre de la ciutat es troba al voltant del turó de l'Acròpoli, i de la Plaça Síndagma (o plaça de la Constitució), on es troba l'antic Palau Reial, que allotja el Parlament grec i altres edificis públics del segle xix. La majoria de les zones antigues de la ciutat es concentren al voltant d'aquest centre.
Durant l'època clàssica de Grècia, Atenes va tenir una gran importància en el desenvolupament de la democràcia. Va ser també un centre cultural on van viure molts dels artistes, escriptors i filòsofs de l'antiguitat. Aquestes contribucions d'Atenes al pensament de la seva època van tenir una gran influència en el desenvolupament de Grècia, de Roma i de la cultura occidental. És una de les ciutats on més restes arqueològiques s'han trobat i, a més de les construccions d'aquesta època, es conserven també monuments romans i romans d'Orient, a banda de construccions modernes i contemporànies.
Atenes va ser la seu dels primers Jocs Olímpics moderns posteriors a l'Antiga Grècia, els Jocs Olímpics d'Atenes de 1896. Tot i ser candidata als del centenari, el 1996 (finalment la seu escollida va ser Atlanta, als EUA), va ser designada seu per segona vegada pels primers Jocs Olímpics del tercer mil·lenni, els Jocs Olímpics de 2004. També va ser seu dels Jocs Olímpics intercalats de 1906.

## Etimologia
En grec antic, el nom d'Atenes era Ἀθῆναι (Athḗnai), a causa del nom de la deessa Atena (grec antic: Ἀθηνᾶ, Athēnâ). Així doncs, es tractava d'un topònim plural, com també era el cas de Tebes, Micenes o Delfos. Amb el temps, però, popularment esdevengué singular; tot i així, es continuava emprant la forma plural per escrit, i en el moment de creació de la katharévussa el segle xix, es mantengué com a plural (Ἀθῆναι, llavors pronunciat Athine). Amb l'adopció del grec demòtic com a variant oficial els anys setanta, la forma popular Αθήνα (Athina), en singular, va esdevenir el nom oficial.

## Història
Del segle XX aC fins al segle XII aC, Atenes era un poblat petit que es va salvar de les invasions dòriques gràcies al seu aïllament. Els dos segles següents van ser determinants en la unificació de l'Àtica, en què Atenes va tenir un paper important i, a partir del segle VII aC, la ciutat va començar a guanyar pes dins de la Grècia clàssica. Tanmateix, va ser en el segle VI aC, època de Pisístrat, quan Atenes va esdevenir una forta potència política i centre d'influx intel·lectual. Clístenes va establir les institucions democràtiques el 507 aC, que més tard serien continuades per Efialtes i per Pèricles i que van fer que Atenes fóra la ciutat més influent de Grècia. Fou embellida pel dèspota Pisístrat i el seu fill (vers 560 aC-514 aC), que van iniciar la construcció d'alguns temples; entre ells el Temple de Zeus Olímpic i el d'Apol·lo Piti.

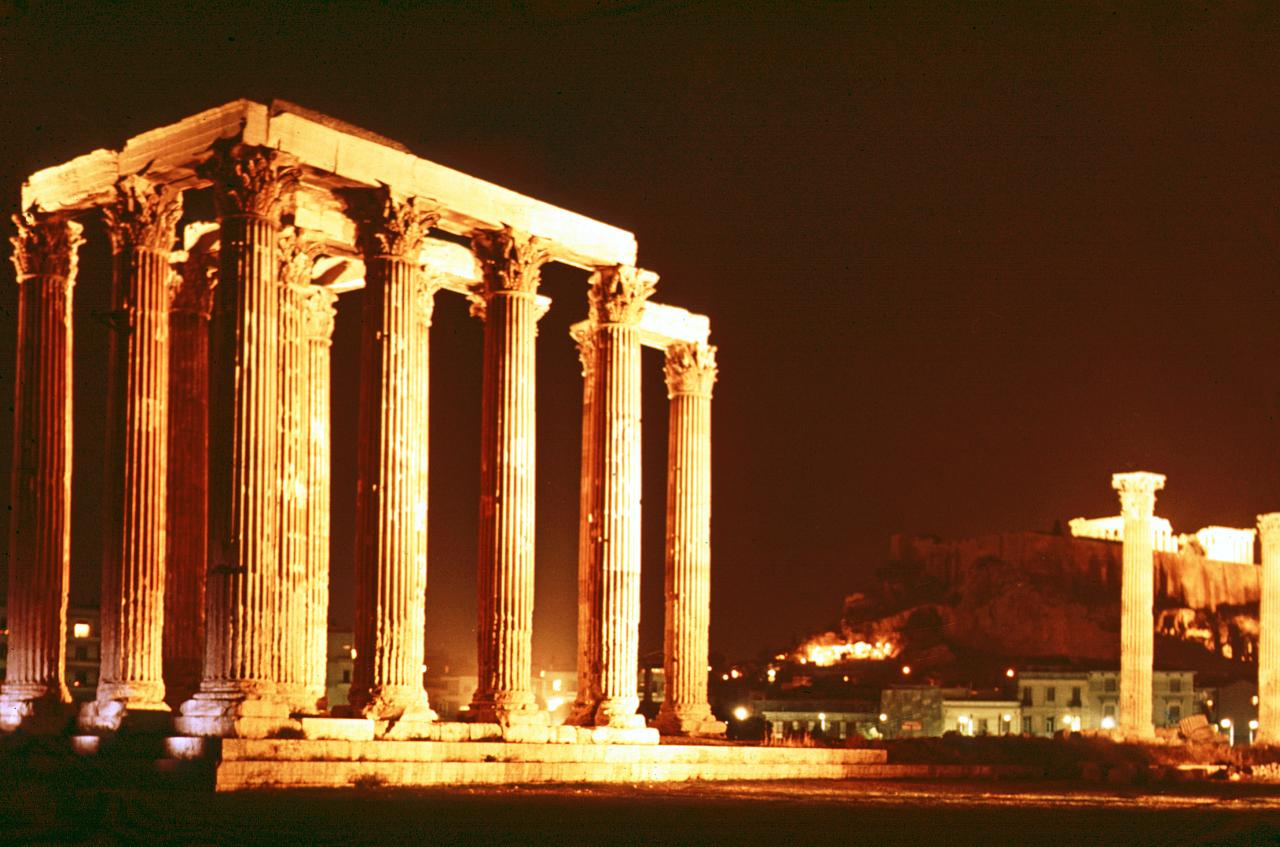
Temple de Zeus Olímpic a la nit.

Després de les guerres mèdiques, a principis del segle V aC, Atenes va convertir-se en una gran potència marítima i va gaudir del seu millor moment en la història antiga de la ciutat. Després de l'ocupació de Xerxes el 480 aC, la marina atenesa es va desenvolupar i va establir una hegemonia sobre les illes de la mar Egea. En els següents cinquanta anys es van construir nombrosos monuments especialment sota Temístocles, Cimó i Pèricles. El primer va construir unes muralles i va abandonar el port de Faleros pel del Pireu. Cimó va decorar l'Àgora i l'Acadèmia i va construir les muralles del sud. Pèricles va fer moltes obres a l'Acròpoli, al Partenó, a l'Erecteios i a la Propileia i va acabar les muralles entre Atenes, i El Pireu i Faleros.
Però, la rivalitat amb Esparta, materialitzada en la Lliga de Delos, va ser l'origen de la Guerra del Peloponès (431-404 aC). Atenes va ser ocupada pels espartans el 404 aC i van destruir-ne les muralles, reconstruïdes més tard per Conó el 393 aC. Esparta va guanyar el poder polític d'Atenes i aquesta, debilitada, no va poder frenar l'avanç macedoni de Filip II, al qual es va sotmetre. Durant el regnat de Filip II de Macedònia, l'orador Licurg, encarregat de les finances, va dedicar partides a construir nous edificis.
En 377 aC es va formar la segona lliga d'Atenes, aconseguint la derrota d'Esparta el 371 aC. Més tard, una sèrie de revoltes van sacsejar la lliga, que va culminar amb la Guerra Social (357-355 aC) que va acabar amb la desintegració de la lliga. Després de la batalla de Queronea (338 aC), Atenes va passar a dependre de Macedònia i així va seguir fins a l'establiment del domini de Roma. El general romà Sul·la, entre el 88 aC i el 85 aC, va destruir la majoria de fortificacions i cases de la ciutat, deixant intactes molts edificis civils i monuments. Aquesta va ser la represàlia per haver abraçat la causa de Mitridates VI Eupator, del regne del Pont, en la guerra contra l'Imperi Romà. Atenes va passar a estar sota domini romà, però mantingué l'estatus de ciutat lliure i erudits de tot l'imperi hi anaven a estudiar-ne la filosofia i la retòrica. L'emperador Hadrià va ordenar que s'hi construís una biblioteca, un gimnàs, un aqüeducte que encara està en ús, diversos temples, santuaris i un pont, així com va finançar la finalització del Temple de Zeus Olímpic.

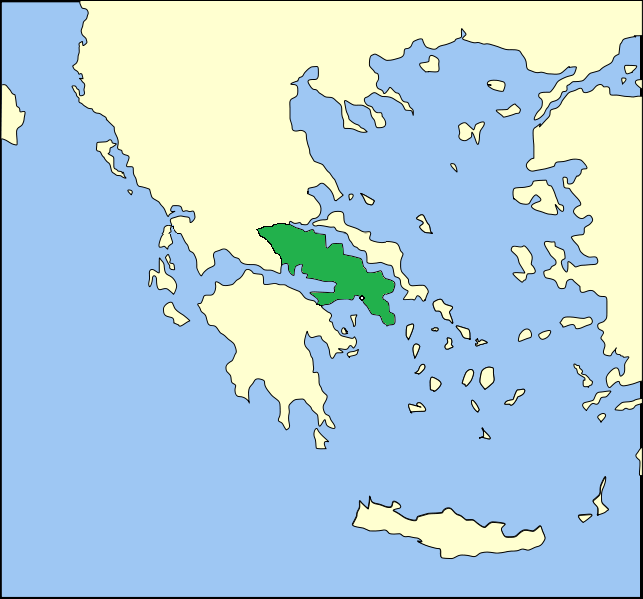
Extensió del Ducat d'Atenes (1205-1456)

En el segle iv, amb la divisió de l'Imperi Romà en l'Imperi d'Orient i l'Imperi d'Occident, Constantinoble va llevar-li a Atenes el paper de representació de l'hel·lenisme que el cristianisme va transformar. Quan Constantinoble va caure el 1204, Atenes va esdevenir la capital del ducat d'Atenes fins al 1456, en què va ser conquistada per l'Imperi Otomà i va passar a formar-ne part.
Mehmet II hi va entrar la darrera setmana d'agost del 1456; el Partenó es va convertir en mesquita i la població va començar a disminuir; les condicions encara van empitjorar quan va entrar en decadència l'Imperi Otomà. Parts de la ciutat (incloent-hi molts dels seus edificis) foren destruïts als segles XVII, xviii i xix per les diferents faccions que van intentar controlar la ciutat. El 1687 els venecians van assetjar la ciutat i una explosió va malmetre l'Acròpoli i el Partenó (26 de setembre). Els venecians van ocupar la ciutat però la van abandonar el 9 d'abril de 1688 a causa d'una epidèmia declarada entre les forces ocupants. El 1778 els otomans hi van construir la Muralla de Haseki amb materials de monuments antics.
A la Guerra d'independència de Grècia fou ocupada pels grecs el 1822 però abandonada el 1826 excepte l'acròpoli, que quedà assetjada per Reşid Mehmed Paixà i defensada per Yannis Gouras. Després de la victòria otomana en la batalla de Phaleron l'Acròpolis es va rendir el 5 de juny de 1827 en l'última victòria otomana de la guerra.
Finalment després de la Conferència de Londres del 1830 fou reconeguda part de Grècia i va esdevenir la capital del recentment establert Regne de Grècia el 1834, quan estava pràcticament deshabitada. Durant les pròximes poques dècades fou reconstruïda i es va transformar en una ciutat moderna. La universitat fou fundada el 1835. L'última gran expansió va tenir lloc a la dècada de 1920, quan es van crear els suburbis per allotjar-hi els refugiats grecs de l'Àsia Menor. Durant la Segona Guerra Mundial fou ocupada pels alemanys i ho va passar malament els darrers anys de la guerra. Després de la guerra va començar a créixer de nou.
Grècia va entrar a la futura Unió Europea el 1981, cosa que va comportar noves inversions per a la ciutat, acompanyades de problemes de congestió i de contaminació de l'aire. Durant els anys 1990 es van prendre una sèrie de mesures reeixides per combatre la pol·lució. Durant la preparació dels Jocs Olímpics del 2004 la ciutat va netejar la seva imatge amb la introducció de mitjans de transport moderns, un nou aeroport, àrees per a vianants, nous museus i places públiques. La població cada vegada més multiètnica de la ciutat gaudeix d'una vibrant vida nocturna i un comerç a l'altura de qualsevol metròpoli moderna.

## Geografia

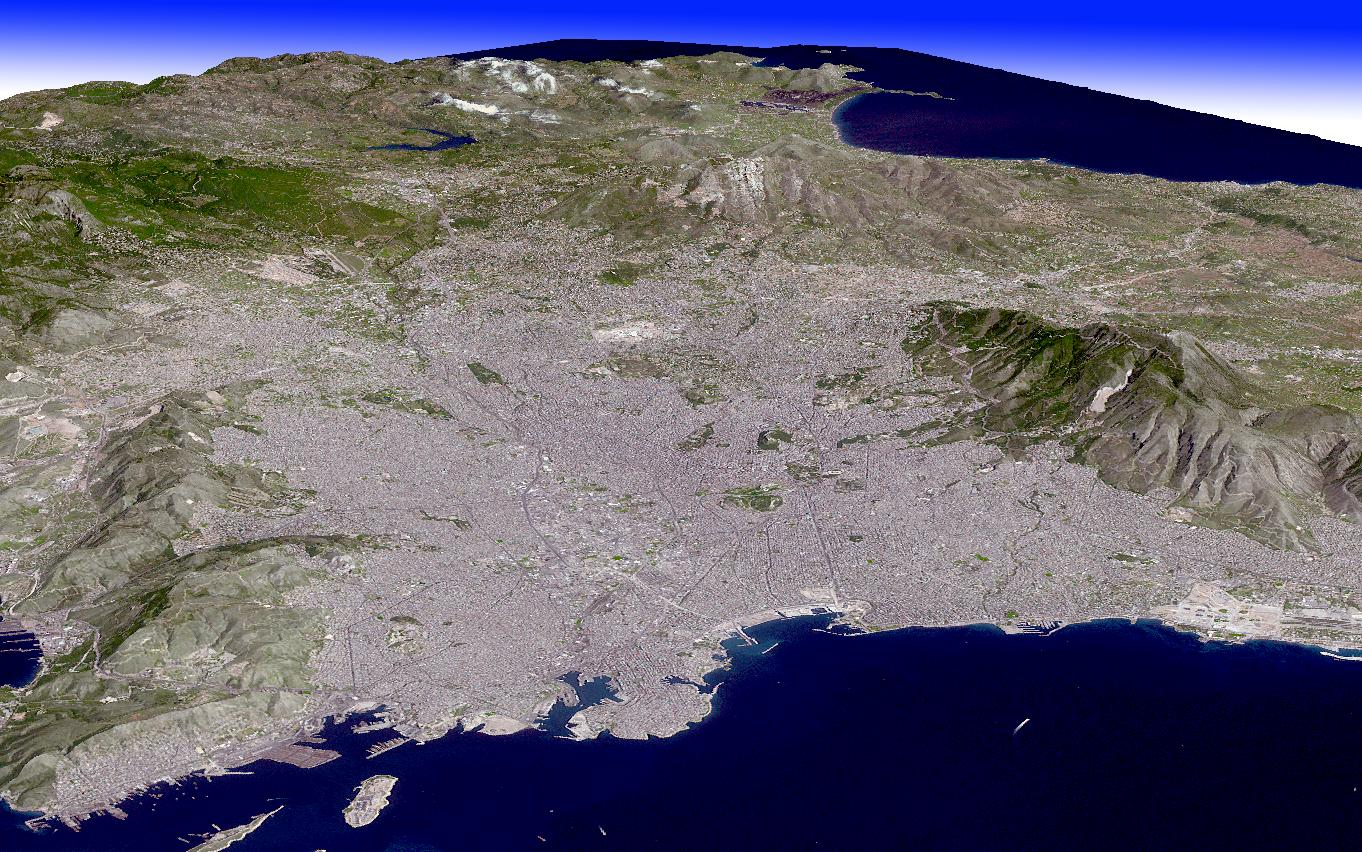
Vista simulada en 3D de l'àrea metropolitana d'Atenes, per cortesia de la NASA. Es distingeix l'Egaleu a la part inferior esquerre, el Parnes a la part superior esquerra, el Pentèlic al centre superior i l'Himet a la part central dreta.

Atenes s'estén sobre una plana de la península de l'Àtica, limitada al sud pel Golf Sarònic; a l'oest pel mont Egaleu; al nord pel mont Parnes; al nord-est pel mont Pentèlic; i a l'est pel mont Himet. El municipi d'Atenes s'ha expandit fins a cobrir gairebé tota aquesta plana, i per això no és probable que la ciutat creixi en extensió de forma significativa en el futur a causa d'aquestes fronteres naturals. L'expansió urbana del segle xx ha acabat fusionant Atenes amb les poblacions circumdants, actualment considerades suburbis. El Pireu n'és un exemple; temps enrere era una ciutat a part mentre que actualment forma part de la gran Atenes. Actualment, aquesta àrea metropolitana compren 54 municipis. El municipi d'Atenes té 38 km², però amb l'àrea metropolitana suma uns 427 km², el que la converteix en una de les més grans d'Europa tant en extensió com en població. La geomorfologia d'Atenes causa sovint fenòmens d'inversions tèrmiques, parcialment responsables del problema de la pol·lució de l'aire. Altres problemes urbans que pateix són la superpoblació i els embussos de trànsit, a causa del creixement desmesurat de la ciutat.
El municipi d'Atenes es troba al centre de l'àrea metropolitana, i conté les principals restes arqueològiques i atraccions turístiques. A l'est limita amb diversos suburbis que es troben al peu del mont Himet, com Zografou i Kaisariani. Els suburbis del nord, com Marussi (on es troba el complex olímpic), Kifisia, Penteli o Neo Psychiko, tendeixen a estar ocupats per les classes altes, metre que els suburbis de l'oest (com Egaleo, Rentis, Haidari o Petroupoli) són més populars i inclouen àrees industrials. En la prolongada línia costanera hi ha diversos ports, marines i platges; alguns suburbis costaners són El Pireu, Fàliro, Glyfada i Vouliagmeni. A l'oest hi ha els ports comercials i industrials del Pireu, metre que les zones més al sud-est i més lluny del centre estan més orientades al lleure.
La terra és rocosa i poc fèrtil. A més de les quatre muntanyes circumdants, a l'interior d'Atenes hi ha abundants turons, cosa que la converteix en una ciutat especialment abrupta. Els més importants són: Licabet, l'Acròpoli (on es trobava el cor de la ciutat antiga), Filopap i Tourkovounia; altres turons menors inclouen l'Arditos, Strefi, Ninfeon o el Mouseion.

### Clima

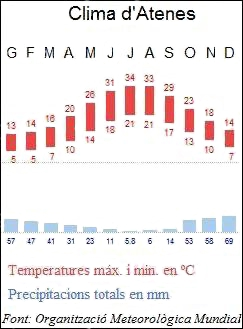
Clima d'Atenes

A Atenes hi ha un clima semiàrid (BSh, segons la Classificació climàtica de Köppen), amb estius calorosos i una gran quantitat d'hores de sol a l'any (2884 hores a l'any segons l'estació meteorològica de Thissio entre el 1961 i el 1990). La majoria de les pluges cauen entre la segona quinzena d'octubre i la primera d'abril. Durant l'estiu, les precipitacions són escasses i prenen forma de ruixats o tempestes. Com que Atenes es troba en una ombra orogràfica a causa del Mont Parnes, el seu clima és bastant més sec que el de la majoria de l'Europa mediterrània. Els barris del nord, que es troben ja en zona muntanyenca, experimenten temperatures més lleugeres. La boira no és gens freqüent en el centre de la ciutat però apareix de tant en tant en la zona est.
Els hiverns són suaus; la temperatura mitjana al gener és de 8,9 °C. La neu no hi és freqüent i, quan n'hi ha, és estrany que pose cap problema. L'última vegada que va haver-hi algun incident per mor de la neu va ser el febrer del 2008.
Els estius són calorosos; els 30 °C se superen amb facilitat. A causa del microclima urbà d'Atenes, on influeix la distribució urbana, els carrers estrets, els pocs espais verds i la contaminació persistent de l'aire, la temperatura a la ciutat pot ser uns graus més elevada que a la resta de la regió. Segons l'Observatori Nacional d'Atenes, la temperatura mitjana màxima al juliol entre el 2001 i el 2009 al barri de Thissio va ser de 35,1 °C. El juliol i a l'agost, no és estrany que hi haja onades de calor a causa de masses d'aire que entren pel sud o el sud-oest. Quan açò ocorre, les temperatures superen els 38 °C, encara que la incidència és menor en els barris del nord.
Segons l'Organització Meteorològica Mundial, a Atenes es va registrar el rècord de temperatura més alta a Europa: 48,0 °C el 10 de juliol del 1977.

### Demografia

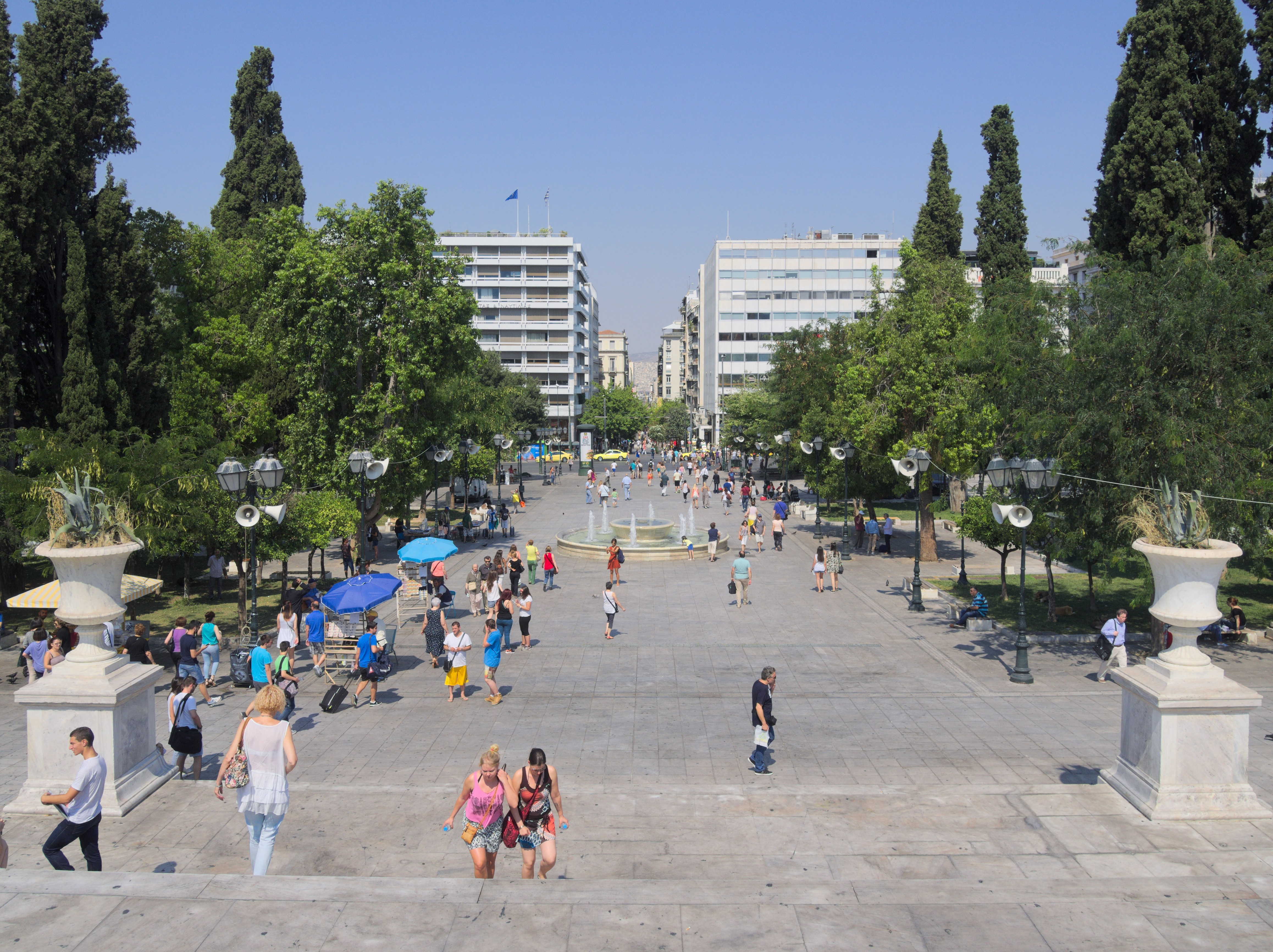
Vista parcial de la plaça Síndagma, la més important de la ciutat d'Atenes

Al llarg dels segles, la població d'Atenes ha evolucionat d'una forma força irregular. Després de ser una de les ciutats més importants de l'antiguitat, durant el període romà d'Orient va entrar en una decadència que es va accentuar durant el domini otomà. Després de ser proclamada capital de l'Estat grec independent l'any 1834, la població ha crescut ràpidament, gràcies en gran manera a les diferents onades de refugiats i a l'èxode rural; durant els últims anys també han augmentat els immigrants de països pròxims. Actualment Atenes concentra més d'un terç de la població total de Grècia.
El municipi d'Atenes té una població oficial de 745.514 habitants, amb una població metropolitana de 3,2 milions (segons el cens del 2001). L'actual població, tot i això, es creu que és superior, ja que durant la recollida d'informació del cens (que té lloc cada 10 anys), alguns residents a Atenes retornen als seus pobles i ciutats de naixement, i es registren allà com a locals. A més a més, existeix un gran nombre d'immigrants que no estan registrats enlloc, originaris principalment d'Albània, d'altres països de l'Europa de l'est i del Pakistan. Les xifres de població d'Atenes existents són tan inexactes que diverses fonts mostren unes dades al voltant dels 5 milions d'habitants.
L'antiga ciutat d'Atenes estava centrada en el turó de l'Acròpolis. Antigament, el port del Pireu formava una ciutat a part, però actualment ha estat assimilada dins de la gran Atenes. La ràpida expansió de la ciutat iniciada als anys 50 i 60 continua avui en dia, a causa de la transició d'una nació predominantment agrícola a una nació més industrialitzada. L'expansió ara es duu a terme principalment cap a l'est i el nord-est (una tendència relacionada amb el nou Aeroport Internacional Elevthérios Venizelos i amb l'Attiki Odos, l'autopista que creua l'Àtica). En aquest progrés, Atenes ha engolit diferents suburbis i viles de l'Àtica, i continua fent-ho.
Al llarg de la seva història, Atenes ha experimentat diferents nivells de població. A la taula inferior se'n pot veure l'evolució:
| Any                                                     | Població de la ciutat | Població urbana | Població metropolitana |
| ------------------------------------------------------- | --------------------- | --------------- | ---------------------- |
| 1833                                                    | 4.000                 | -               | -                      |
| 1870                                                    | 44.500                | -               | -                      |
| 1896                                                    | 123.000               | -               | -                      |
| 1921 (abans dels intercanvis de població amb Turquia)   | 473.000               | -               | -                      |
| 1921 (després dels intercanvis de població amb Turquia) | 718.000               | -               | -                      |
| 1971                                                    | 867.023               | -               | -                      |
| 1981                                                    | 885.737               | -               | -                      |
| 1991                                                    | 816.556               | -               | 3.444.358              |
| 2001                                                    | 789.166               | 3,165,823       | 3,761,810              |
| 2011                                                    | 664.046               | 3.074.160       | 3.737.550              |

### Àrea urbana d'Atenes
L'àrea urbana d'Atenes, amb una extensió de 412 km² i una població de 3.130.841 persones, consisteix en 55 municipis, 48 de la Prefectura d'Atenes i 7 de la Prefectura del Pireu. El segon municipi amb més població de l'àrea urbana, després de la ciutat d'Atenes pròpiament, és el del Pireu, amb Peristeri i Kallithea seguidament. Es tracta d'una de les aglomeracions més importants de la Unió Europea.

## Transport

### Aeri
L'Aeroport Internacional Elevthérios Venizelos està situat prop de la localitat àtica de Markopoulo, a uns 20 km a l'est d'Atenes. Està en funcionament des del 2001, substituint a l'antic Aeroport Internacional d'El·linikó, ubicat a un suburbi atenès del mateix nom. Està molt ben comunicat amb la capital grega per mitjà d'autobusos, del metro i del tren suburbà, així com per l'autopista de peatge Attiki Odos.

### Naval

L'estació d'El Pireu del metro d'Atenes

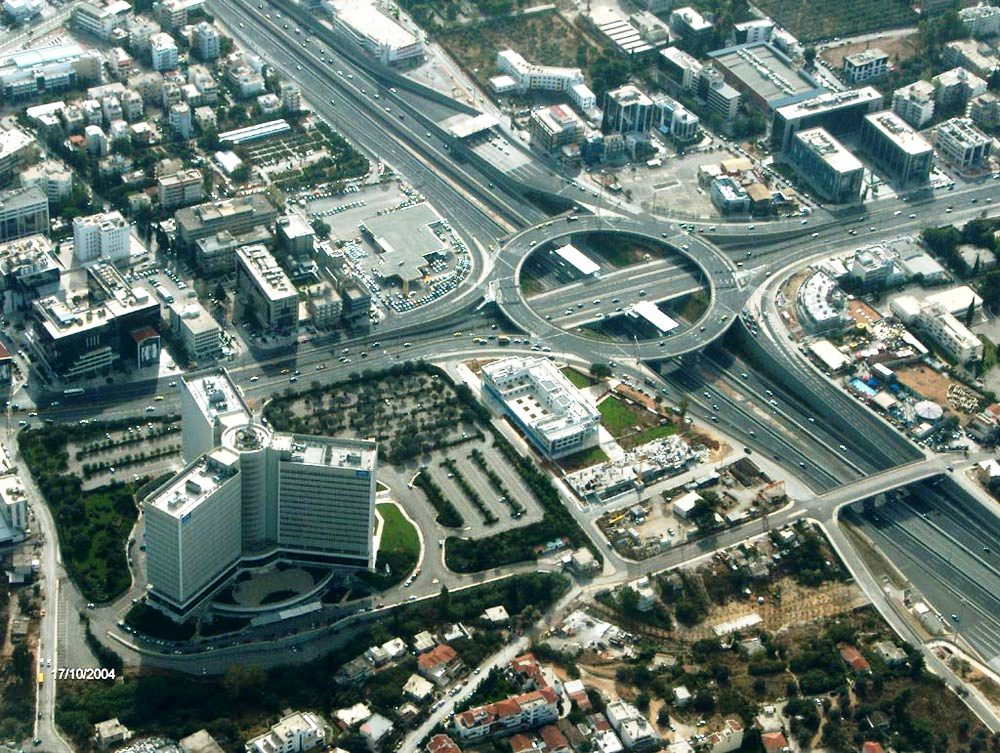
Autopista Attiki Odos travessant Maroussi, al nord d'Atenes. Es creua amb l'avinguda Kifisias, que comunica el centre d'Atenes amb els barris del nord.

El port del Pireu, està situat a 10 quilòmetres del centre de la ciutat, i és un dels ports més importants del Mediterrani, tant pel que fa al nombre de passatgers com a temes de mercaderies. Des del Pireu parteixen múltiples ferris que recorren les rutes entre Atenes i les nombroses illes del mar Egeu, així com diverses rutes internacionals. També existeixen dos ports de menor importància, a Rafina i a Lavrio, situats a l'est i al sud-est d'Atenes, a la costa de l'Àtica.

### Transport públic urbà
El servei de transport públic d'Atenes va ser renovat i millorat amb motiu dels Jocs Olímpics de 2004.
- Metro: compta amb una xarxa de metro moderna, formada actualment per tres línies. Un important projecte de prolongació està en marxa, i està prevista l'obertura de noves estacions en els anys vinents i fins al 2018. També està projectada la construcció d'una quarta línia. ISAP i Attiko Metro són les dues empreses administradores del servei de metro.

A principis de 2008, les línies cobrien els següents trajectes:
- Línia 1 (ISAP): El Pireu - Kifisia
- Línia 2 (Attiko Metro): Anthoupoli - El·linikó
- Línia 3 (Attiko Metro): Egaleo - Aeroport Elevthérios Venizelos.
- Tramvia Arxivat 2010-03-23 a Wayback Machine.: el tramvia compta amb dues línies, que van paral·leles des del centre (Plaça de Sintagma) fins a la costa (al suburbi de Paleo Faliro), on se separen seguint la línia costanera cap a l'est (Glyfada) i cap a l'oest (El Pireu).
- Tren suburbà: aquest tren, també de construcció recent, uneix l'aeroport amb la ciutat de Corint a 88 km, passant per l'Estació Central d'Atenes. La ramificació a Corint i aviat a Calcis entre altres futures expansions no es consideren urbanes, a diferència del servei Aeroport - Estació Central de Tren, que es considera suburbana en cobrir l'àrea metropolitana de l'Àtica.
- Autobusos i troleibusos: la ciutat compta amb una àmplia i moderna flota, que inclou la flota d'autobusos a gas més gran d'Europa.

### Automòbil
Les infraestructures de transport han millorat considerablement durant els últims anys, en part gràcies a la celebració dels Jocs Olímpics d'Atenes del 2004. La principal via de transport és l'autopista de peatge d'Attiki Odos, inaugurada el 2004, que creua l'Àtica connectant l'aeroport (a l'est d'Atenes) amb la ciutat d'Elefsina (a l'oest) travessant l'àrea metropolitana pel nord de la ciutat. Aquesta autopista té ramificacions a l'est (Himet) i a l'oest (Egaleu).

## Turisme, cultura i lleure
La majoria de llocs d'interès turístic es concentren al centre de la ciutat, i per això les distàncies no són grans i el visitant pot fer el seu recorregut a peu. Cal tenir en compte que l'accés a molts museus i monuments és debades en presentar la Targeta d'Estudiant Internacional. Tanmateix, el descompte per a estudiants en els mitjans de transport només el poden aprofitar els estudiants d'universitats gregues.
El monument més cercat és el Partenó i l'Acròpoli, als quals es pot arribar en autobús o a peu. Al sud d'aquesta hi ha el Nou Museu de l'Acròpoli, un modern edifici inaugurat el 20 de juny de 2009. Entre l'Acròpoli i els carrers de Plaka, plens de botigues i tavernes, hi ha el petit barri d'Anafiótika amb la seua arquitectura típica de les Cíclades.
Des del barri de Plaka es pot arribar en pocs minuts a Monastiraki i a la plaça Síndagma, que és possiblement la plaça més famosa d'Atenes, on hi ha el Parlament Hel·lènic. Molt a prop d'aquesta, al barri de Kolonaki, es troben el Museu Benaki, que abasta des de la Prehistòria fins al segle xx, el Museu d'Art Ciclàdic i el Museu de la Guerra. Des d'aquest barri també es pot pujar al mont Licabet amb funicular o a peu i, a més a més, hi ha l'edifici de la Universitat d'Atenes. Aquesta última, junt amb la Biblioteca Nacional i l'edifici de l'Acadèmia d'Arts, formen la Trilogia neoclàssica d'Atenes, construïda a la fi del segle xix.
Tanmateix, la major part de les funcions universitàries s'han traslladat a un campus modern a l'est del centre de la ciutat, proper a Zografou. Una altra universitat present a la ciutat és la Universitat Politècnica Nacional d'Atenes, on 24 estudiants foren morts el 1973 durant manifestacions contra el règim militar grec.
Hi ha diversos jaciments arqueològics que abasten des de l'època arcaica de Grècia fins a la dominació romana. A banda dels grans jaciments arqueològics (l'Acròpoli, les dues àgores, el Ceràmic i el temple de Zeus Olímpic), abunden els llocs a la ciutat on es poden veure restes d'edificis antics: des de la llanterna de Lisícrates o el monument de Filopap, fins a restes d'una muralla a prop del mercat central, unes termes al carrer Amalias o una secció vertical de diverses capes arqueològiques a l'estació de metro de la plaça Síndagma. Hi ha treballs de restauració i remodelació continus per tota la ciutat.
Les restes des de l'època medieval fins al segle xviii inclouen un gran nombre d'esglésies romanes d'Orient, el Monestir de Kaisariani i Monestir de Dafni. Hi ha moltes mostres d'arquitectura neoclàssica del segle xix i principis del XX, com l'anomenada trilogia neoclàssica.
Un dels museus més destacats d'Atenes és el Museu Arqueològic Nacional, que conté la col·lecció més gran d'objectes i obres d'art de la Grècia clàssica del món, incloent-hi peces famoses com la màscara funerària d'Agamèmnon o el Zeus d'Artemísion. Altres museus importants, especialitzats en altres èpoques històriques, són el Museu d'Art Ciclàdic i el Museu Bizantí i Cristià. L'Àgora Antiga i el Ceràmic també tenen museus in situ.
Atenes compta amb molts recintes per a teatre, música, exposicions i espectacles. Un dels esdeveniments més significatius és el Festival d'Atenes, que té lloc entre els mesos de maig i octubre i comprèn representacions d'òpera, dansa, teatre (especialment teatre grec clàssic) i concert, utilitzant, entre altres escenaris, el teatre Odèon d'Herodes Àtic (dins del recinte de l'Acròpoli, construït al segle ii).

## Llocs d'interès

### Monuments i llocs històrics

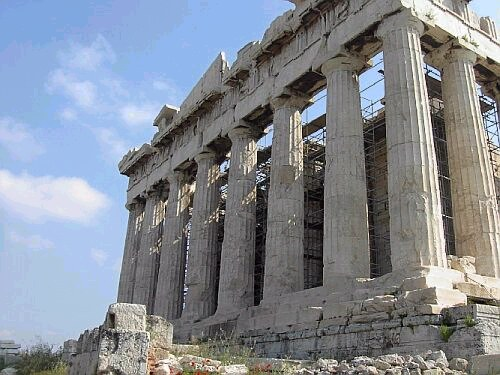
Partenó

- l'Acròpoli, amb els Propileus, el temple de Nike, el Partenó, l'Erectèon i el Museu de l'Acròpoli;
- l'Àgora, amb el temple d'Hefest i la stoà d'Àtal;
- l'Àgora romana i la Torre dels Vents (un rellotge hidràulic construït al segle I aC);
- l'Arc d'Hadrià
- Ceràmic, antic cementiri situat al costat de les antigues muralles.
- Monument de Filopap.
- Monument de Lisícrates.

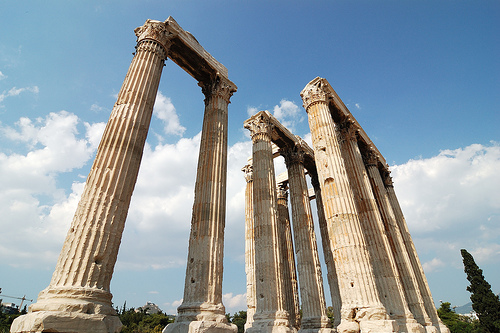
Temple de Zeus Olímpic

- l'Olimpièon, o temple de Zeus Olímpic;
- Pnyx, un turó rocós pròxim a Filopap i a l'Acròpoli on se celebraven les assemblees legislatives durant l'Època Clàssica; és a dir, el primer parlament democràtic.
- L'Areòpag, una petita elevació rocosa al davant de l'Acròpoli on se celebraven els judicis durant l'Època Clàssica.
- l'Estadi Panathinaiko, també anomenat Kallimarmaro, refet per Hadrià i Herodes Àtic i renovat el 1896;
- el Tesèon (temple consagrat a Hefest);
- el teatre de Dionís i l'Odèon d'Herodes Àtic;
- Acadèmia de Plató.
- Monestir de Kaisariani, situat sobre la falda del mont Imitos, amb frescos dels segles xvi i xvii, al suburbi de Kesariani.
- El Monestir de Dafni, declarat patrimoni de la humanitat, aixecat sobre un temple d'Apolo.
- Mitròpoli, catedral de 1862, la primera construcció important després de la independència de Turquia.
- Panagia Gorgo epikoos, aixecada sobre un antic temple d'Eileitia.

### Museus
- Museu Arqueològic Nacional amb les seves magnífiques col·leccions d'escultures, ceràmiques i terrisses de la Grècia antiga
- Museu de l'Acròpoli d'Atenes
- Museu de l'àgora d'Atenes, a l'edifici de la reconstruïda stoà d'Àtal
- Museu del Ceràmic
- Museu Benaki
- Museu epigràfic
- Museu d'Art Ciclàdic
- Museu Bizantí i Cristià
- Galeria Nacional d'Atenes

### Altres llocs d'interès
- El gran mercat d'Atenes.

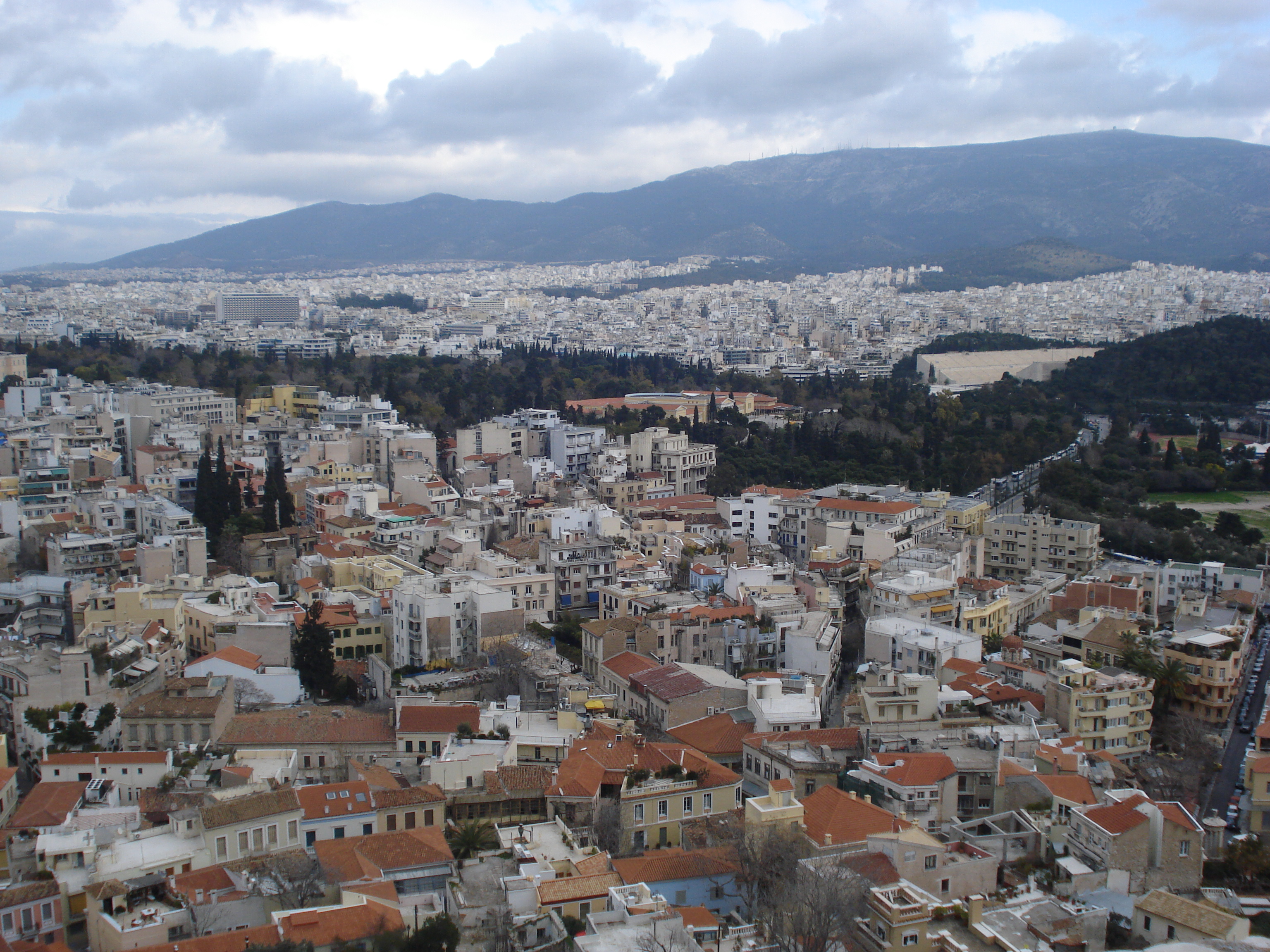
Una part d'Atenes vista des de l'Acròpoli.

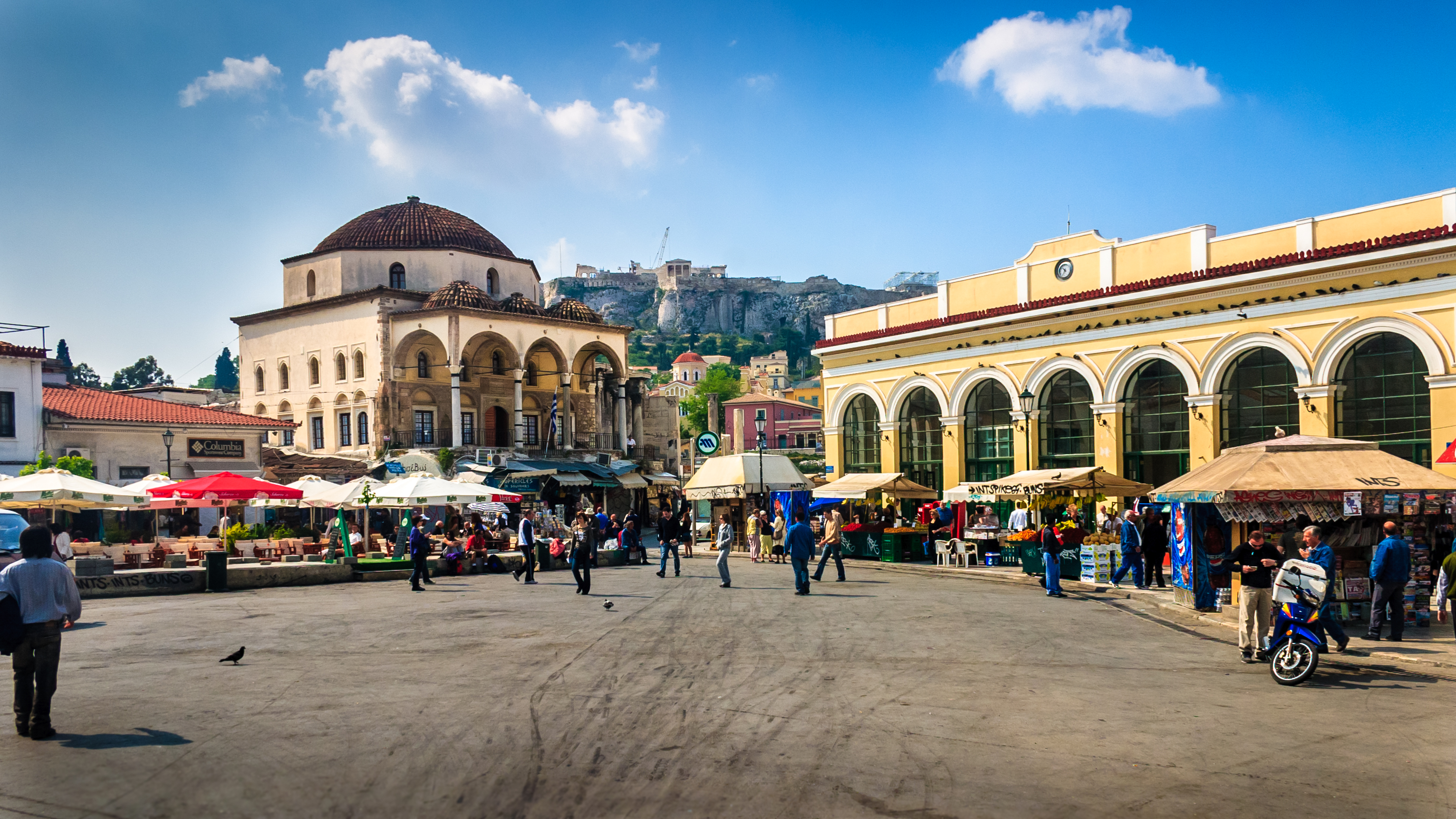
La plaça Monastiraki.

- Els encants de la plaça Monastiraki; on se situa un mercat de carrer i un monestir ortodox que dona nom al lloc.
- Els carrers de Kolonaki, amb les seves botigues de luxe i els seus museus d'art contemporani.
- El mont Licabet, des d'on es gaudeix d'una vista panoràmica de la ciutat.
- El barri de Plaka, un dels més animats d'Atenes, amb botigues i restaurants.
- Anafiótika.
- Psirí, barri cèntric, molt popular per la vida nocturna.
- La plaça Síndagma, cor de l'Atenes moderna, on es troba el Parlament Hel·lènic i el Monument al Soldat Desconegut.
- Port del Pireu.
- Complex Olímpic dels Jocs de 2004, al barri de Marussi.
- Els Jardins Nacionals, el pulmó de la ciutat, que daten del segle xix i estan situats al costat del Parlament i la plaça Síndagma.
- La «Trilogia neoclàssica»: tres edificis del segle xix (l'Acadèmia Arxivat 2007-04-11 a Wayback Machine., la Biblioteca Arxivat 2007-04-10 a Wayback Machine. i la Universitat Arxivat 2007-04-07 a Wayback Machine.), construïts segons les propostes de l'arquitecte Theophile Hansen. Estan situats al cèntric carrer Eleftherios Venizelos (també anomenat Panepistimiou).
- Gazi, antiga fàbrica de gas, reconvertida en espai cultura.[27]
- L'Acadèmia d'Atenes

### Universitats
- Universitat d'Agricultura d'Atenes
- Universitat d'Atenes
- Universitat Panteion
- Universitat del Pireu
- Col·legi Americà de Grècia
- Universitat Tècnica Nacional d'Atenes